# Бошко Вучковић
Бошко Вучковић (Нови Сад, 1915 — Шатораљаујхељ, 1944) је био српски сликар.

## Биографија
Рођен је 1915. године у Новом Саду где је матурирао. Завршио је Уметничку школу у Београду. Као млади сликар је излагао своје радове на скупним изложбама у Београду и Новом Саду. Од 1941. је активно сарађивао у народно–ослободилачком покрету. Године 1943. је ухапшен и осуђен од Мађара на дугогодишњу робију. Убијен је од Немаца у Шатораљаујхељу 1944. приликом покушаја бекства.